# 木村柾哉
木村 柾哉（きむら まさや、1997年10月10日 - ）は、日本のアイドル。男性アイドルグループ・INIのメンバーでありリーダー。愛知県 名古屋市出身。LAPONEエンタテインメント所属。

## 来歴

### 生い立ち
両親の影響で幼少期はパティシエになるのが夢だった。小学校ではサッカー、中学校ではバスケットボールクラブに所属。中学時代の背番号は10番。
2013年、高校入学時は軽音部志望だったものの入学と同時に廃部になったことで、前の席に座っていたクラスメイトから勧められたダンス部へ入部、ダンスを始める。
2015年、「全国高等学校ダンスドリル選手権大会2015」のMr.SOLO部門で準優勝し、ロサンゼルスで行われたInternational部門に出場。名古屋市立山田高校卒業後の2016年から、日本工学院専門学校ミュージックカレッジダンスパフォーマンス科で2年間ダンスを学ぶ。

### masayaとして
専門学校卒業後はDREAMS COME TRUEやLead、SEVENTEEN、Nissyといった有名アーティストのバックダンサーとして活動した。また、masayaとして数々のショーケースイベントに出演し、主にジャズを踊った。

2018年頃から、King & Princeをはじめ様々なアーティストの振付アシスタントやスターダストプロモーションに所属するEBiDAN研究生のダンス講師を務めた。
2019年から2020年10月まで、NOAダンスアカデミーでHIPHOPダンス講師を務めた。

2019年頃からあおい（MeseMoa.）、ぱんめん・さっさー（*ChocoLate Bomb!!）、綾野れん（ReLIT）の4人と共に「パリパリ（PARTY PARTY）」というユニットグループを組み、YouTubeにオリジナル振付のカバーダンス動画を投稿したり、MeseMoa.のライブに出演したりしていた。

### PRODUCE 101 JAPAN SEASON2
GYAO!及びTBS系列で放送・配信されたサバイバルオーディション番組『PRODUCE 101 JAPAN SEASON2』に参加。オンタクト能力評価では1位を獲得する。
初回のクラス分けテストでBクラスとなるが、再評価でAクラスに昇格し、同番組のテーマ曲『Let Me Fly 〜その未来へ〜』では練習生同士の投票により60名のセンターに抜擢された。その後も全てのバトルでリーダーを務め、人気練習生の筆頭格として田島将吾と1位争いを繰り広げる。第1回順位発表式では1位、第2回順位発表式では2位を獲得。
6月13日に放送された最終回では、国民プロデューサーの投票（38万796票を獲得）によって最終順位1位となり、同番組から誕生した「INI（アイエヌアイ）」のメンバーに選ばれた。
1位発表時の紹介文は「自分の練習時間を割いてまで仲間たちにダンスを教え、全員が輝けるステージを作り上げました。爽やかなリーダーは人知れず汗を流し続け、履き潰れたダンスシューズこそ、彼が努力の天才だということを物語っています。初回1位、ファイナル1位、王座を守り抜きました。」
そして歴代の「プデュ」シリーズで語り継がれていた「テーマ曲でセンターを務めた練習生は最終順位で1位にならない」というジンクスを破った。全8回発表された順位の平均は1.375位。

### INIとして
2021年9月4日、メンバーによる無記名の推薦により、INIのリーダーに決定する。就任にあたっては「僕はあまり溜め込み過ぎず、みんなの心配になるようなリーダーにならないように。逆にリーダーになったけど頼ることを増やしながら、やっていきたい」と抱負を語った。
2021年11月3日、INIとしてのデビューシングル『A』が発売された。最終順位1位だったことから、デビュー曲の「Rocketeer」と「Brighter」でセンターを務める。
2022年10月18日、『君の花になる』（TBSテレビ）でCHAYNEYのリーダー・ミナト役でドラマ初出演。
2024年6月6日、『あたしの!』（ギャガ配給、TBSスパークル制作）で映画初出演にして初主演を務めることが発表された。同年11月8日に公開された。
2025年1月27日に東京・シアターGロッソで『LAPOSTA 2025 Supported by docomo』内の企画「LAPOSTA 2025 SHOW PRODUCED by MEMBERS」を開催。『Unknown Adventure』と題した公演を行った。

## 人物
- 両利き。普段は左手を使う[42]。
- 憧れのアーティストは嵐[43]、三浦大知、SEVENTEEN[44][45]。憧れの俳優は小栗旬[43]、田中圭[46]。
- 座右の銘は「七転八起」[47]。
- チャームポイントは笑顔[45]。
- 甘いものが好きで、「モンブラン」が好物。
- 霊感を持っている。

### 性格
- 真面目で優しく、努力家[31]。おっとりしている[48]。INIメンバーの後藤威尊は木村について「日本語で表すなら『誠実』という言葉が似合う[49]」佐野雄大は「心もキレイ」と語っている[49]。
- 負けず嫌い[50]。
- 「忘れものを取りに帰ったが、バナナを食べて満足して家を出た[51]」「床暖房のスイッチを給湯のスイッチだと思っていた[52]」「蚊を妖精だと思うことで耳元で飛ぶ音が気にならなくなった[53]」など、天然で抜けている[45][54]一面もある。メンバーからはミステリアスと言われる[55]。

### 趣味・嗜好
- 趣味：散歩／映画・ドラマ・YouTube鑑賞／音楽を聴くこと／人間観察／効率よく予定を立てること[56][57]
- 特技：人をすり抜けること／寝た時の体勢と起きる時の体勢を1mmも動かさないようにできること／どんなに足が痺れてても普通に歩けること[58]
- スタジオジブリが大好きで、1番好きなジブリ映画は「耳をすませば」。[59]お気に入りの私物は「千と千尋の神隠し」のオルゴール。[60]
- 自身のプレイリストにも選曲[61]。
- インドア派かアウトドア派では「どっちも派」[62]

### ダンス
- HipHopやJazzを得意とする[63]。
- ダンススクールには通わず、部活動に加えてs**t kingz 、三浦大知等の動画を見てダンスを学んだ。
- バレエの技であるピルエット•ターン、フェッテ•ターンやバク転ができる[10]。
- 振り覚えが速い[64]。
- 振付師・演出家のWARNERには「HipHopやストリートにとどまらず、ジャズダンスやモダンダンスの基礎がめちゃめちゃある」と評された[65]。
- 2021年1月には、ダンサー・masayaとして「僕は正確に振りを踊る方だと思っていて、個性がないのではないかと悩んだ時もあった。一人よりグループで活動する方が良いのかなっていう風に思っていたから、どこかで一番目立ってやろうという気があるので、一人でも多くの目線を奪うぞというつもりでやってるところもある」と語っている[66]。
- 2024年2月には、「ダンスって、見ている人がいるから成立するものだと思うんです。だから、僕が届けたいと思った形とはまったく違う受け取り方をされても、それも一つの形だと思います。僕が届けたいものは僕の中に明確にあって、でもそれをどう受け止められるかは見ている人に委ねるべきこと。いずれにしろ、僕たちのパフォーマンスを心から楽しんでくれたり、涙を流してくれる人がいるんだとしたら、本当にうれしいです。それは僕たちのパフォーマンスがその人に“届いた”ということだから」と語っている[67]。

### 交友関係
- King & Princeの「シンデレラガール」「Mazy Night」「＆LOVE」の振付にアシスタントとして携わった経験が有って以来、高橋海人、永瀬廉とは交流が有る[68]。
- ダンサー時代の生徒に俳優の宮世琉弥や超特急のアロハ、M!LKの山中柔太朗、MAZZELのナオヤなどがいる[13][69][70][71]。
- 2018年には川尻蓮（のちのJO1メンバー）、ぴすたちお、KESO と共にダンスグループを組み、ファンからは 「まされんけそぴす」という愛称で親しまれていた[要出典]。
- BE:FIRSTのRYOKI(三山凌輝)が出演していた2.5次元の舞台「ツキステ。」にバックダンサーとして出演したことから、RYOKIとはデビュー前から親交がある[72][73]。
- PRODUCE 101 JAPAN SEASON2』の練習生だった福田翔也とは出演前から交流がある[74]。ダンサー時代に一緒に踊ったジャネット・ジャクソンの「Feedback」のカバー動画が公開されている[75]。

### エピソード
- Nissy(西島隆弘) の「Get You Back」のMVに出演した際、西島にビジュアルや声を褒められ「踊れる俳優」を勧められた[76][77]。
- 『PRODUCE 101 JAPAN SEASON2』のダンストレーナーを務めた仲宗根梨乃は、当人の第一印象について「地球を救える。真のスター性があった」と語った[78]。
- 習いたてで出場した武道の大会で、習ったことのない技を決め黒帯を倒してベスト8入りしたことがある[79]。
- 高校3年生で「自分から痛みを切り離し[80]」てストレッチを続けたことで股割りに成功した[81]。
- 『PRODUCE 101 JAPAN SEASON2』に参加した理由は、「前回の『SEASON1』に出演した練習生に勝手に背中を押されたから」[44][82]。
- ダンスドリル選手権世界大会出場時は、ソロでAviciiの「Wake Me Up」を披露した[83]。

## ディスコグラフィ

### オリジナル楽曲
- ツナグ（作詞：YU-G・KIMURA MASAYA、作曲：YU-G・H-WONDER、JASRAC作品コード：319-4575-9） - 自身が作詞した[41]。

### 参加楽曲
PRODUCE 101 JAPAN SEASON2
- Let Me Fly 〜その未来へ〜
- Another Day - Freshers名義
- ONE
- One Day

## 出演
※主演は太字

### テレビドラマ
- 君の花になる（2022年10月18日 - 12月20日、TBS）- CHAYNEY・ミナト 役[39][86]

### 映画
- あたしの!（2024年11月8日、ギャガ） - 主演・御共直己 役（渡邉美穂とのW主演）[40][87]
- ロマンティック・キラー（2025年12月12日公開予定、東宝） - 主演・速水純太 役（上白石萌歌、高橋恭平、中島颯太とクアトロ主演）[88][89]

### テレビ番組
- めざましテレビ（2023年12月7日・12日・18日・25日、フジテレビ） - マンスリーエンタメプレゼンター[90]

### イベント
- 「アニ×パラ〜あなたのヒーローは誰ですか〜」トークショー[91](2024年9月1日、東京ポートシティ竹芝)
- 愛知・名古屋アジア・アジアパラ競技大会公式アンバサダー委嘱式[92][93](2025年2月26日、愛知県公館)

### ネット配信
- PRODUCE 101 JAPAN SEASON2（2021年、GYAO!・TBS）
- THE FIRST TAKE 「INI - Fanfare」「INI - I'm a Dreamer」(2024年6月21日・7月3日、YouTube)[94]

### ミュージックビデオ
- lol-エルオーエル-「ice cream」[66][95]（2018年3月）
- 高野洸「TOO GOOD」[96](2019年12月)
- 高野洸「It's my bad」[97](2019年12月)
- みやかわくん「イダテンドリーマー」[98][95]（2018年10月）
- 鼓鼓 feat.Lead「超展開 Japanese ver. (feat. Lead)」（2020年2月）
- 為岡そのみ「E-S-C-A-P-E」[99]（2020年8月）
- Maki「【虎】」[100](2020年8月26日)
- Nissy（西島隆弘）「Get You Back」（2021年2月） - ダンサー[101][102][103]

### DVD
- TRF「 TRF イージー・ドゥ・ダンササイズ ～avex 30th Special Edition～」- バックダンサー[104]

### ライブ・ツアー
- SEVENTEEN「2018 SEVENTEEN CONCERT 'IDEAL CUT' IN JAPAN」（2018年9月4日〜9日） - ツアーダンサー[9][95]
- Lead
  - 「Lead Upturn 2018 ～MILESTONE～」（2018年8月5日〜9月1日） - ツアーダンサー[105][106][107]
- みやかわくん
  - 「secret blue 2018」（2018年4月27日〜5月13日） - ツアーダンサー[95][108]
  - 「secret blue結成記念 『Salvia Party 2018』」[95](2018年7月11日) - バックダンサー
  - 「ORION ～星の詩～」[95](2018年10月25日〜12月6日) - バックダンサー
  - 「大新年祭 2019」(2019年1月13日) - バックダンサー[109]
  - 「メイプル超音楽フェス」(2019年2月15日) - バックダンサー[110]
  - 「Live Tour 2019 アンボレア」(2019年4月13日〜5月25日) - ツアーダンサー[111]
  - 「大生誕祭2019 in 日本武道館」(2019年7月19日) - バックダンサー[112]
- 「2.5次元ダンスライブ『ツキウタ。』ステージ」(「ツキステ。」) 第6幕「紅縁」(2018年10月18日〜11月4日) - バックダンサー[113][73]
- 『三山凌輝 祝はたち！初イベント！Ryoki’s Birthday Party!～略して「りょきば」～』(2019年4月27日) - バックダンサー[114]
- DREAMS COME TRUE「史上最強の移動遊園地 DREAMS COME TRUE WONDERLAND 2019」(2019年7月14日〜9月8日) - 黒ドリダンサーズとして[115][116]
- パリパリ「パリパリじゃないズ!!!」(2020年2月23日) - パリパリとして[117][118][119]

### YouTube
- Kyo | Justin Timberlake - My Love (Acoustic Version) (2017年11月) - ダンサー[120][121]
- masaya × MOHIKAZUKI 【 Loser - 米津玄師 】(2018年11月) - ダンサー[122]

- 【あおいぱんれんmasa笹】妄想感傷代償連盟【踊ってみた】(2019年9月)[123]
- 【あおいぱんれんmasa笹】ヒプノシスマイク -Division Battle Anthem- 踊ってみた【オリジナル振付】(2019年10月) - 振付も担当[124]
- 【パリパリ】Novelbright -Walking with you- 踊ってみた【オリジナル振付】(2019年11月) - 振付も担当[125]
- 【パリパリ】ルマ 踊ってみた【オリジナル振付】(2019年12月) - 振付も担当[126]
- JO1【無限大(INFINITY)】COVER DANCE ver.DD (2020年3月)[127][128]
- FEEDBACK【COVER DANCE ver.DD】(2020年3月)[129][130]
- 【パリパリ】CROWN【踊ってみた】(2020年3月)[131]
- 【鬼滅の刃コスプレで】JO1 無限大(INFINITY)【Cosplay cover dance ver DD】(2020年4月) - 竈門炭治郎 役[132][133]
- 【パリパリ】夜に駆ける-DANCE COVER-【オリジナル振付】(2020年7月)[134][135]
- 【男子だけで】チュワパネ! - Girls²【踊ってみた】ver.DD (2020年8月)[136]
- 【パリパリ】春を告げる-DANCE COVER-【オリジナル振付】(2020年8月)[137]
- Janet Jackson - Feedback DANCE VIDEO （アオハル） (2020年9月)[138]
- BTS (방탄소년단) 'Dynamite' Dance Cover ver.DD (2020年10月)[139][140]
- 【呪術廻戦コスプレで】OPテーマ廻廻奇譚【Cosplay original dance ver DD】(2020年12月) - 振付も担当 - 虎杖悠仁 役[141][142]

## 振付
振り付けアシスタントはNOAダンスアカデミーmasayaPROFILEをもとに記述。

### アーティスト
- King & Prince - 振付アシスタント
  - シンデレラガール (2018年5月)
  - Mazy Night (2020年6月)
  - &LOVE (2020年9月)
- Snow Man - 振付アシスタント
  - Stories (2020年10月)
- E-girls - 振付アシスタント
  - Perfect World (2018年9月)
- BATTLE BOYS「Sha na na」（2018年）[143]
- ChocoLate Bomb!!「FEEDBACK」（2019年）[144]
- PARTY PARTY「Carry on Carry on」(2019年) [145]
- INI
  - 「KILLING PART」（2021年） - 西洸人と共作[146]
  - 「Moment」（2023年）
  - 「YOU IN」（2023年）
  - 「Pineapple Juice」（2025年） - 田島将吾・西洸人と共作[147]

## 関連映像

### spacetime
自身がプロデュースしたダンスパフォーマンスを、INIの公式YouTubeにて不定期で公開している。
- 木村柾哉 - spacetime # 1 -CAN YOU FEEL ME-
- 木村柾哉 - spacetime # 2 -THE LIGHT-
- MASAYA - spacetime # 3 -ALIEN- [148]

### PRODUCE 101 JAPAN SEASON2
| 木村柾哉 PRODUCE 101 JAPAN SEASON2 参加楽曲 | 木村柾哉 PRODUCE 101 JAPAN SEASON2 参加楽曲 | 木村柾哉 PRODUCE 101 JAPAN SEASON2 参加楽曲 | 木村柾哉 PRODUCE 101 JAPAN SEASON2 参加楽曲 | 木村柾哉 PRODUCE 101 JAPAN SEASON2 参加楽曲 | 木村柾哉 PRODUCE 101 JAPAN SEASON2 参加楽曲 |
|                                             | 曲名                                        | ポジション                                  | 動画                                        | 推しカメラ                                  | 結果                                        |
| ------------------------------------------- | ------------------------------------------- | ------------------------------------------- | ------------------------------------------- | ------------------------------------------- | ------------------------------------------- |
| オンタクト評価                              | 「ツカメ〜It's coming〜」                   | ダンス                                      | ＊                                          | -                                           | オンタクト能力評価1位                       |
| オンタクト評価                              | JO1「Shine A Light」                        | ボーカル                                    | ＊                                          | -                                           | オンタクト能力評価1位                       |
| レベル分けテスト                            | SEVENTEEN 「24H」                           |                                             | ＊                                          | -                                           | Bクラス→再評価でAクラスへ                   |
| 番組テーマ曲                                | 「Let Me Fly〜その未来へ〜」                | センター                                    | ＊                                          | ＊                                          |                                             |
| グループバトル                              | JO1「無限大」                               | センター、リーダー、構成 サブボーカル②      | ＊ ＊＊                                     | ＊                                          | チーム別2位、個人14位                       |
| ポジションバトル                            | SEVENTEEN「舞い落ちる花びら」               | リーダー、振付、構成 サブダンサー           | ＊ ＊＊                                     | ＊                                          | チーム内2位、ポジション3位                  |
| コンセプト評価                              | 「Another Day」                             | センター、リーダー ラッパー①                | ＊ ＊＊                                     | ＊                                          | チーム別4位                                 |
| デビュー評価                                | 「ONE」                                     | センター、リーダー サブボーカル①            | ＊                                          | -                                           | 最終順位1位                                 |
| デビュー評価                                | 「ONE DAY」                                 |                                             | ＊                                          | -                                           | 最終順位1位                                 |
| デビュー評価                                | 「Let Me Fly 〜その未来へ〜」               |                                             | ＊                                          | -                                           | 最終順位1位                                 |